# Tournus
Tournus és un municipi francès situat al departament de Saona i Loira, a la regió de Borgonya - Franc Comtat. La població és coneguda per l'abadia de Sant Filibert de Tournus, mostra del romànic llombard.

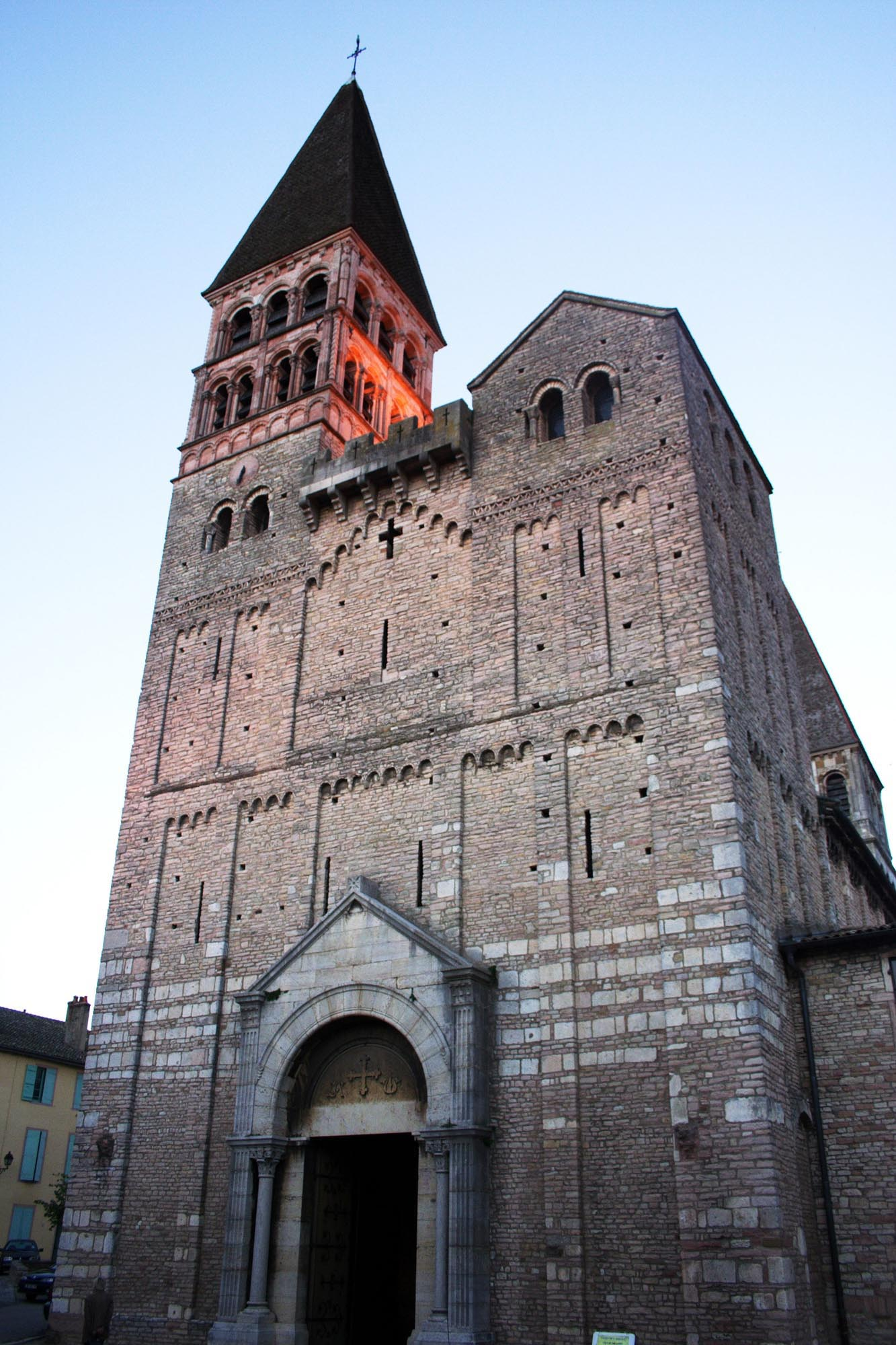
Façana de l'església de Sant Filibert

## Curiositat
- En l'abadia de Sant Filibert va fer d'organista el castellonenc Mateu Pitarch Simó.[1]